# Eliografo

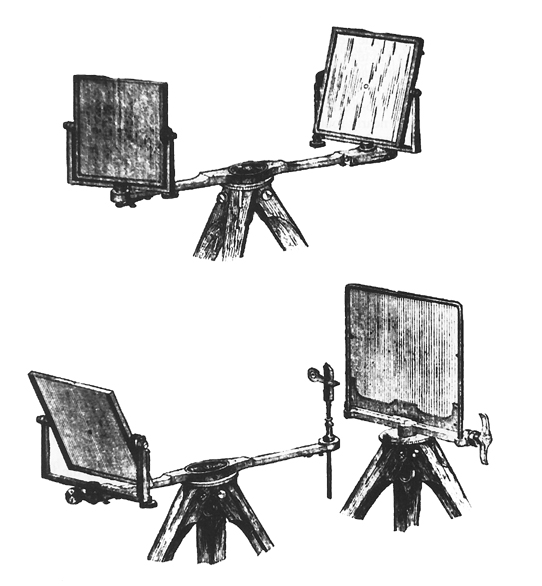
Un eliografo in uso all'esercito statunitense alla fine del XIX secolo

Un eliografo è un telegrafo senza fili che utilizza segnali in codice Morse utilizzando lampi di luce solare riflessi da uno specchio. I lampi si ottengono ruotando momentaneamente lo specchio o interrompendo il fascio di luce con un otturatore.
L'eliografo era un semplice ma efficace strumento di comunicazione ottica istantanea sopra i 50 km a cavallo tra il XIX e XX secolo. Era utilizzato in ambito militare, nella sorveglianza e protezione forestale. L'eliografo faceva parte della dotazione standard dell'esercito inglese e australiano fino agli anni 1960 ed era ancora utilizzato dall'esercito pakistano nel 1975.